# Hrachovište
Hrachovište é um município da Eslováquia, situado no distrito de Nové Mesto nad Váhom, na região de Trenčín. Tem 9,2 km² de área e sua população em 2018 foi estimada em 718 habitantes.

## Demografia
| Ano:        | 1994 | 2004   | 2014   | 2024    |
| ----------- | ---- | ------ | ------ | ------- |
| Broj ljudi: | 666  | 694    | 720    | 644     |
| Razlika:    |      | +4,20% | +3,74% | -10,55% |

| Ano:               | 2023 | 2024   |
| ------------------ | ---- | ------ |
| Número de pessoas: | 643  | 644    |
| Diferença:         |      | +0,15% |